# Porsche Automuseum Gmünd
Porsche Automuseum Gmünd är ett fordonsmuseum i Gmünd i förbundslandet Kärnten i Österrike som specialiserar sig på Porsche-modeller. Museet öppnade 1982 och är lokaliserat i samma stad som Ferdinand Porsche i slutet av andra världskriget lät flytta sin biltillverkning då staden var relativt oförstörd.

## Galleri

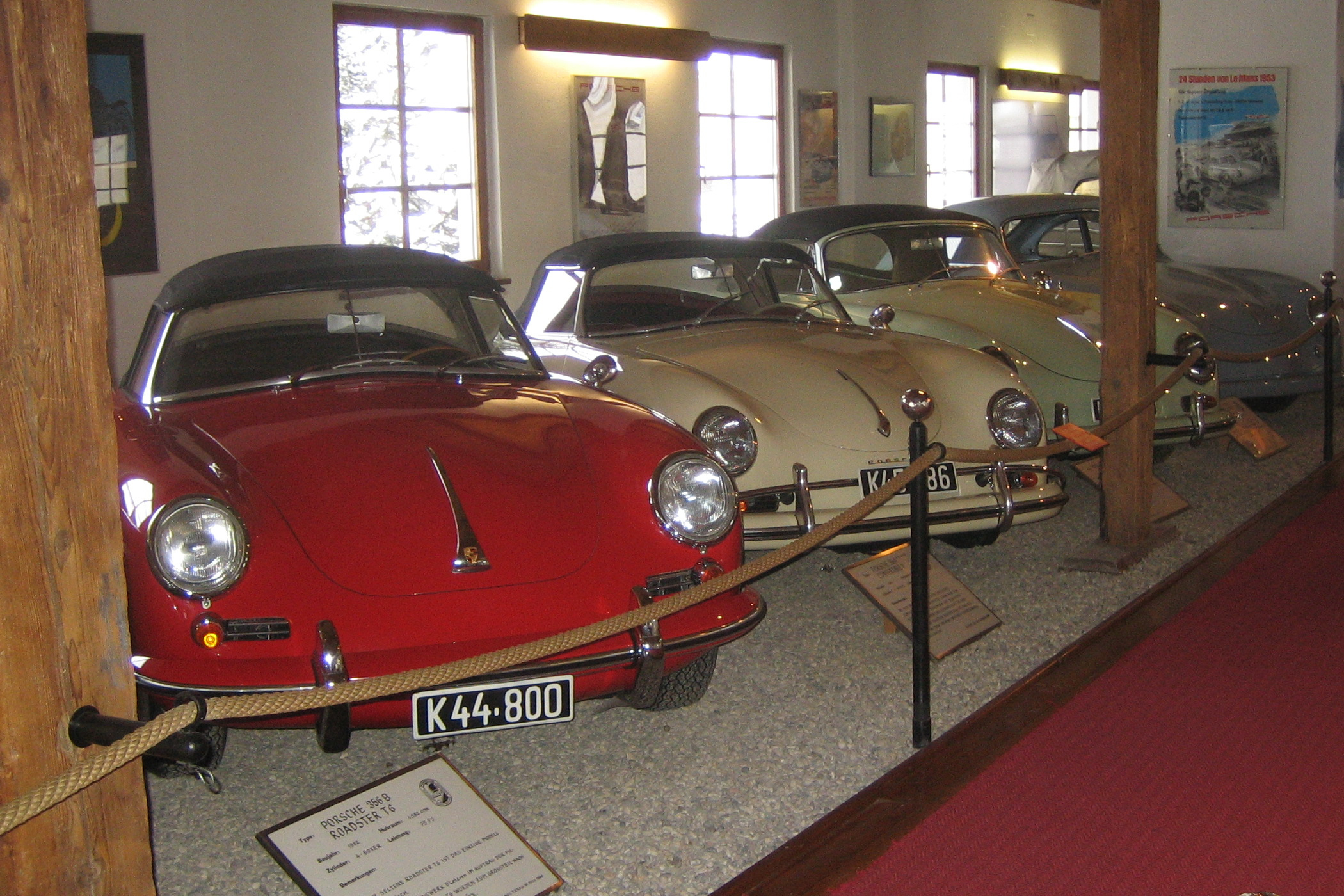
Porsche 356-modeller.
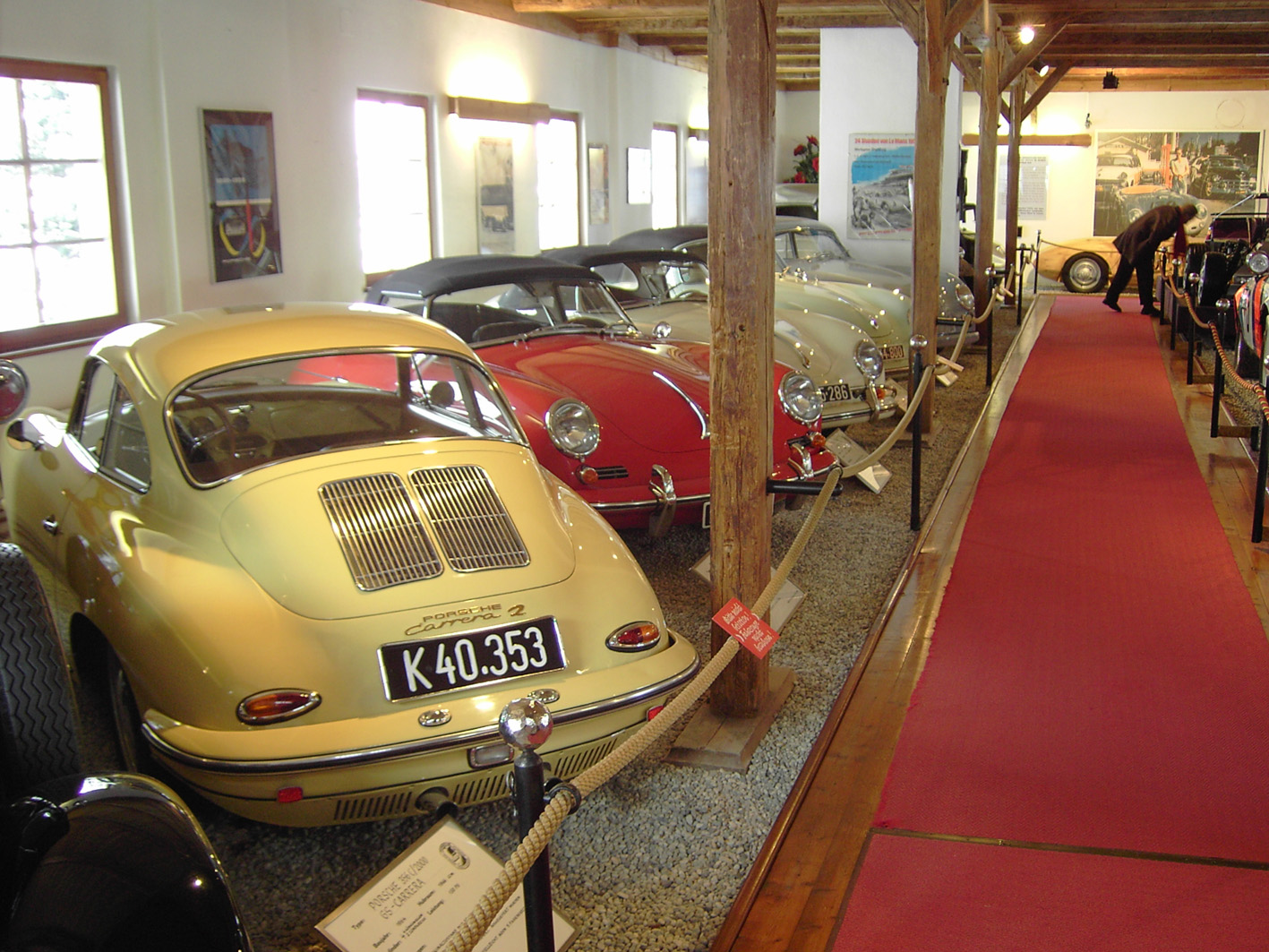
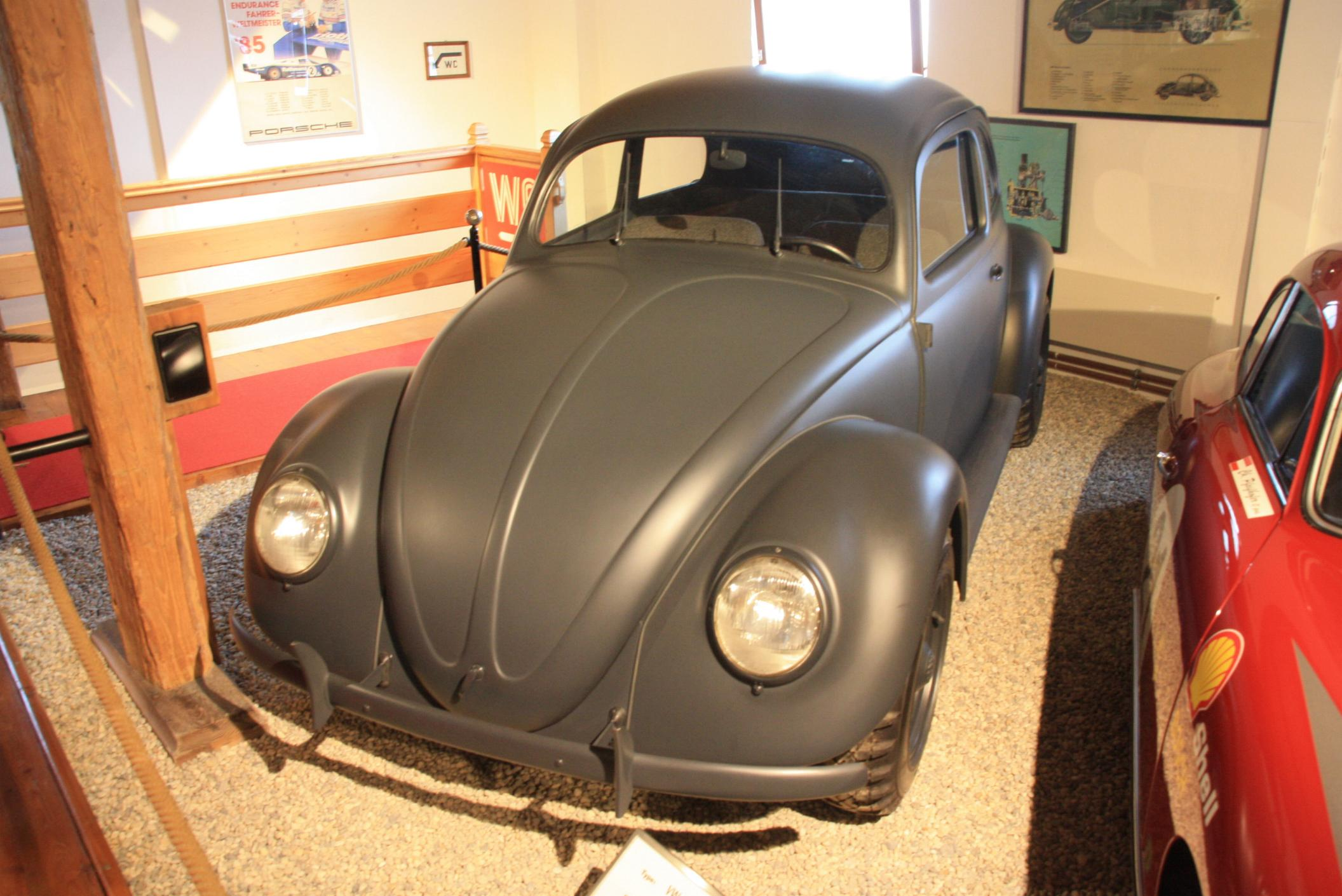
Volkswagen Typ 87.
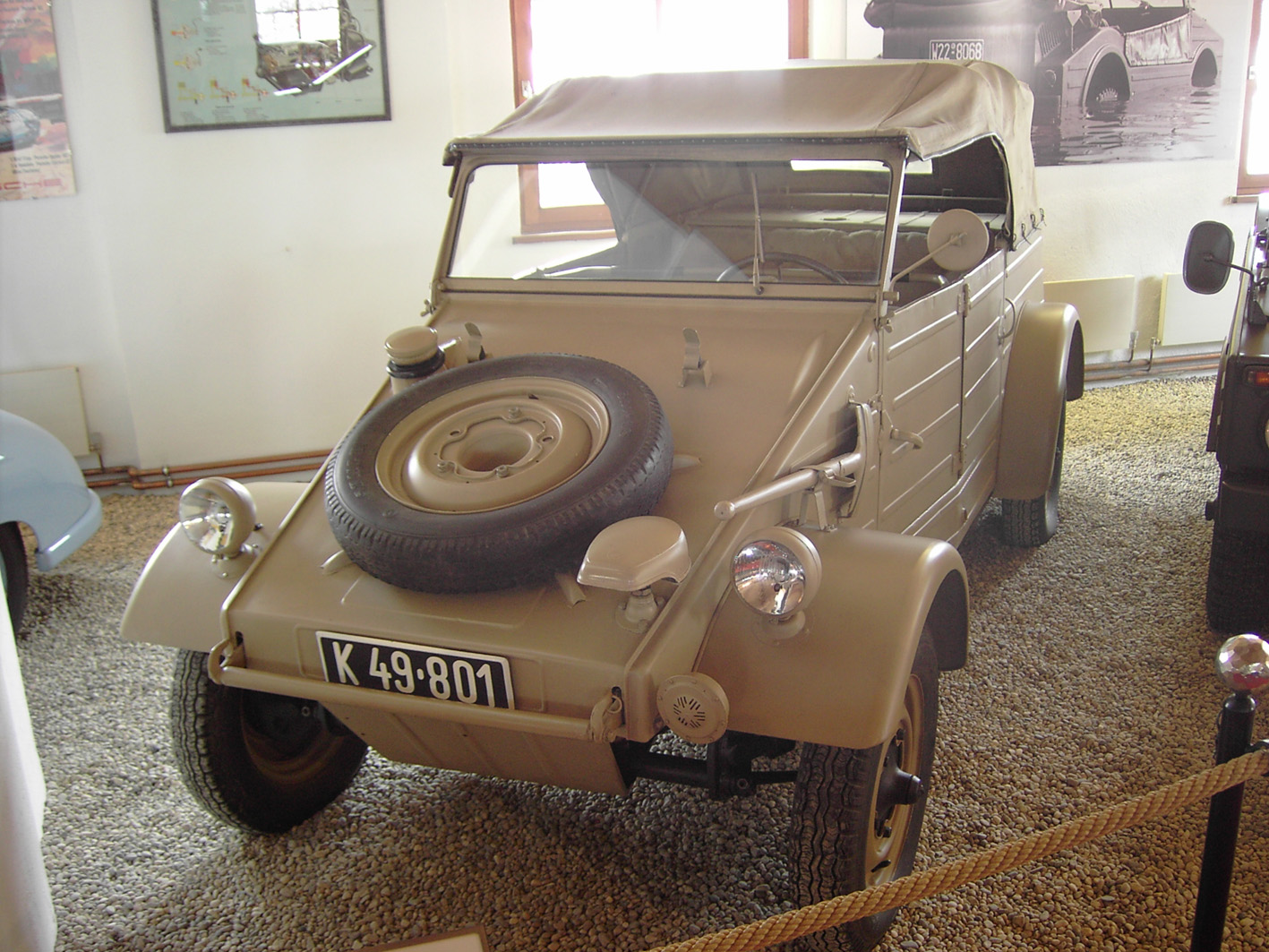
Volkswagen Kübelwagen.
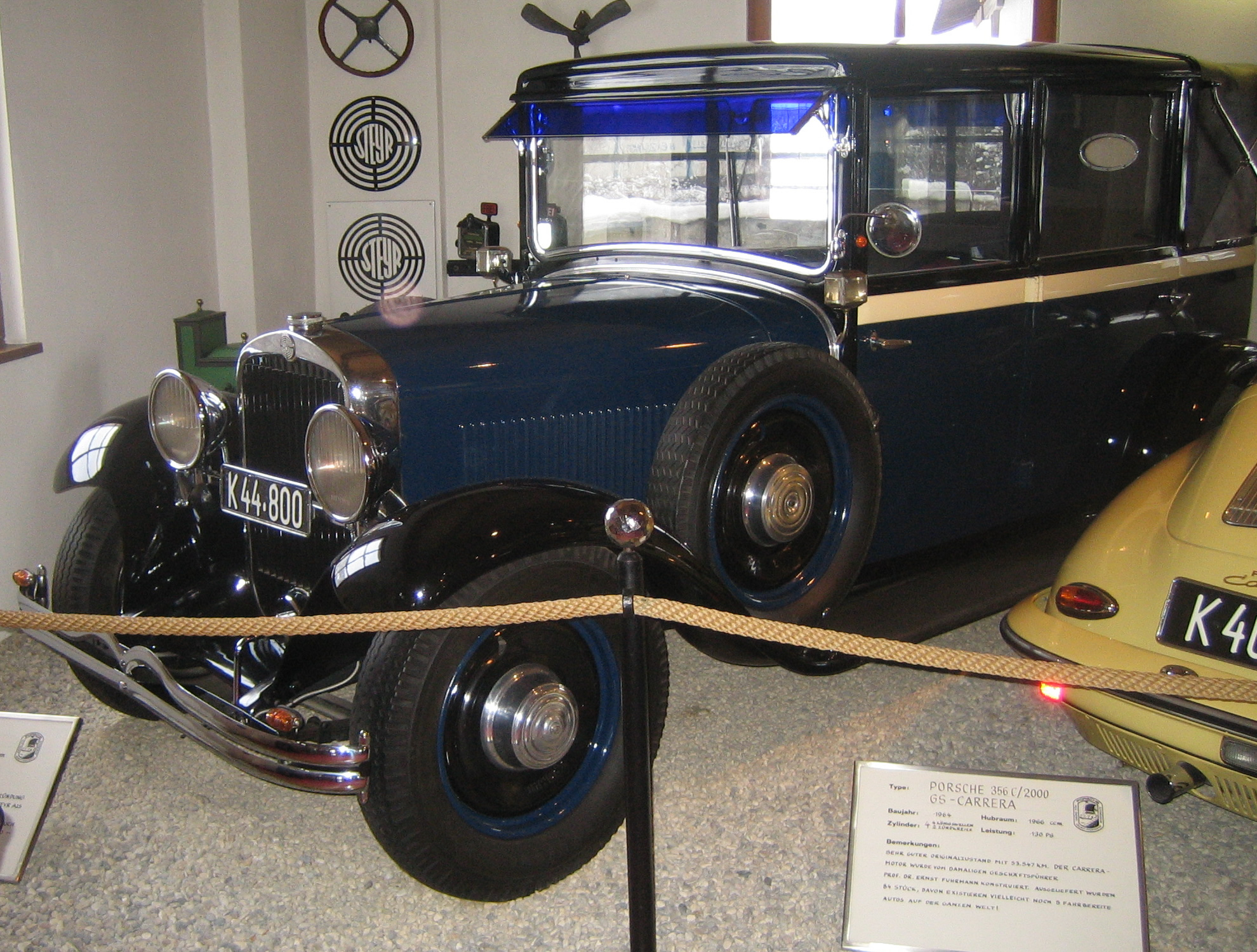
Steyr 30.